# Marienbad (gra komputerowa)
Marienbad – komputerowa gra logiczna stworzona w 1962 roku przez Witolda Podgórskiego na komputer Odra 1003. Jej nazwa wywodzi się z chińskiej gry liczbowej Nim, która została pokazana w filmie Zeszłego roku w Marienbadzie.
Zasady Marienbadu polegały na tym, że komputer symulował cztery rzędy zapałek (kolejno jedną, trzy, pięć i siedem). Gracz na zmianę z komputerem „wyciągał” z jednego rzędu dowolną liczbę „zapałek”. Przegrywała ta strona, która została z ostatnią „zapałką”. Komputer drukował graczowi za pomocą dalekopisu wydruk z aktualnym stanem gry i układem „zapałek”. W filmie występuje bohater, z którym nie dało się wygrać – niezależnie od tego, kto zaczynał grę, on zwyciężał. W rzeczywistości jednak gracz, który nie zaczyna gry, jest w uprzywilejowanej pozycji i zawsze wygra grę, jeżeli nie popełni żadnego błędu.
Marienbad nie był oficjalnie rozpowszechniany przez Elwro, a kod tej gry jak dotąd nie został odtworzony w celu przeniesienia na współczesne platformy, jednakże istnieje możliwość gry w przeglądarce internetowej. Marienbad został także napisany w języku C++ przez pierwotnego autora jeszcze przed 2011 rokiem, o czym sam autor gry informował Mariusza Rozwadowskiego w korespondencji przekazanej do późniejszego zespołu prowadzącego Muzeum Historii Komputerów i Informatyki w Katowicach. Tam też Rozwadowski, prowadząc dalej korespondencję z autorem gry, pozyskał sam kod w języku C++, który  znajduje się w zbiorach muzeum.
Dzięki Muzeum Historii Komputerów i Informatyki przywrócono w pełni sprawność komputerów z serii Odra 1305, pod przewodnictwem jednego ze współkonstruktorów komputera, Romualda Jakóbca. Dzięki wsparciu Witolda Podgórskiego i wolontariusza Marcina Bulandry udało się również zrekonstruować algorytm i kod Marienbadu na Odrze 1305.

Bartłomiej Kluska określił Marienbad pierwszą polską grą komputerową, jednak nie może nią być w rozumieniu definicji Słownika języka polskiego PWN. Zakłada ona bowiem, iż grę komputerową rozgrywa się na ekranie, podczas gdy Odra 1003 go nie miała. Dwa lata wcześniej powstała gra w kółko i krzyżyk na komputer XYZ autorstwa Bogdana Misia, która również pretenduje do tego miana – wyświetlała stan rozgrywki na oscyloskopie przeznaczonym do monitorowania stanu pamięci, wpisując się tym samym w zakres znaczeniowy zaproponowany przez wydawnictwo PWN.

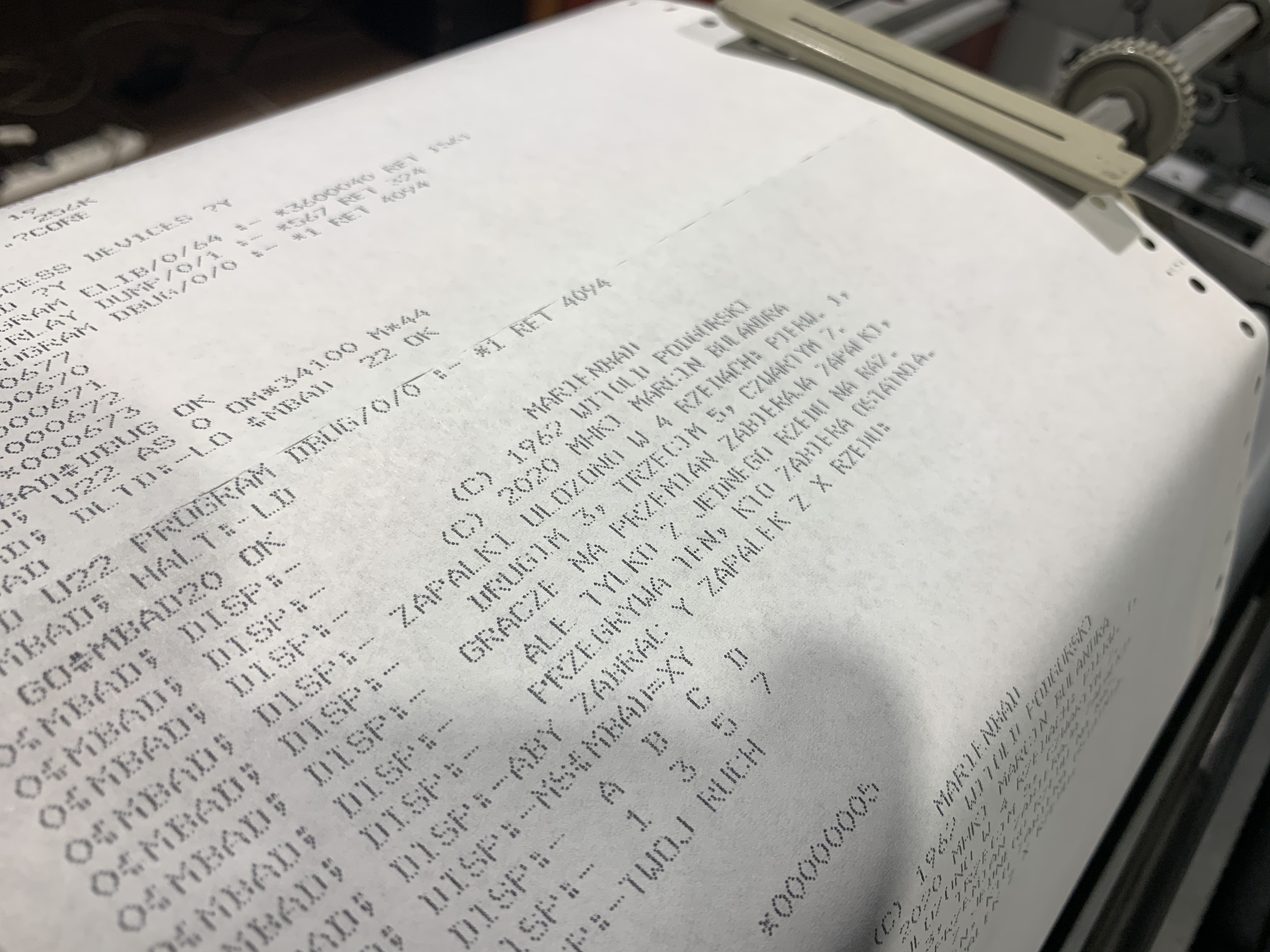
Oryginalny wydruk -screenplay, widok po rozpoczęciu gry w Marienbad na komputerze Odra 1305 w Muzeum Historii Komputerów i Informatyki w Katowicach